# Pietro Benedetti
Pietro Benedetti (ur. 19 maja 1867 w Falvaterra, zm. 7 września 1930) – włoski duchowny rzymskokatolicki, arcybiskup tytularny, dyplomata papieski.

## Biografia
21 grudnia 1889 otrzymał święcenia prezbiteriatu.
15 grudnia 1914 papież Benedykt XV mianował go biskupem Ozieri. Nie objął jednak tej katedry i 28 lutego 1915 zrezygnował z biskupstwa.
10 marca 1921 ten sam papież mianował go delegatem apostolskim w Meksyku oraz arcybiskupem tytularnym tyryjskim. 10 kwietnia 1921 przyjął sakrę biskupią z rąk wikariusza generalnego Rzymu kard. Basilio Pompiljego. Współkonsekratorami byli sekretarz Świętej Kongregacji Nadzwyczajnych Spraw Kościelnych abp Bonaventura Cerretti oraz arcybiskup L’Aquili Adolfo Turchi.
22 lipca 1921 został przeniesiony na urząd delegata apostolskiego na Kubie i w Portoryko. Na tym stanowisku pozostał do 1925 lub 1926.